# Mattias Andreae Björkstadius
Mattias Andreae Björkstadius, född 1604, död 1654, var en svensk prästman och gymnasielärare.
Mattias Andreae var son till prästen i Björksta socken Andreas Georgii Schedviensis. Han studerade vid Västerås gymnasium och därefter vid Uppsala universitet 1627. 1639 förordnades han till lärare i Västerås, prästvigdes 1640 och blev samma år kollega vid Västerås gymnasium. 1642 blev han underkaplan och 1643 överkaplan vid Västerås domkyrka. Han utgav 1643 Arithmetica eller räkne-book, uthi hwilken blifwer förhandlat, om räknebokens naturlighe ordning och gemeene räkningar bådhe uthi heele och brutne thal.